# Onward to Golgotha
Albums de Incantation
(Mortal Throne of Nazarene (en)
Onward to Golgotha est le premier album du groupe américain de death metal Incantation, sorti en 1992.

## Liste des titres
1. Golgotha
2. Devoured Death
3. Blasphemous Cremation
4. Rotting Spiritual Embodiment
5. Unholy Massacre
6. Entrantment of Evil
7. Christening the Afterbirth
8. Immortal Cessation
9. Profanation
10. Deliverance of Horrific Prohpeties
11. Eternal Torture

## Caractéristiques musicales
L'album s'est beaucoup démarqué dans le domaine du New York Death Metal grâce notamment aux nombreuses variations de tempo qui s'y trouvent, et à la lenteur de certains morceaux.[réf. nécessaire]